# Falsabraga

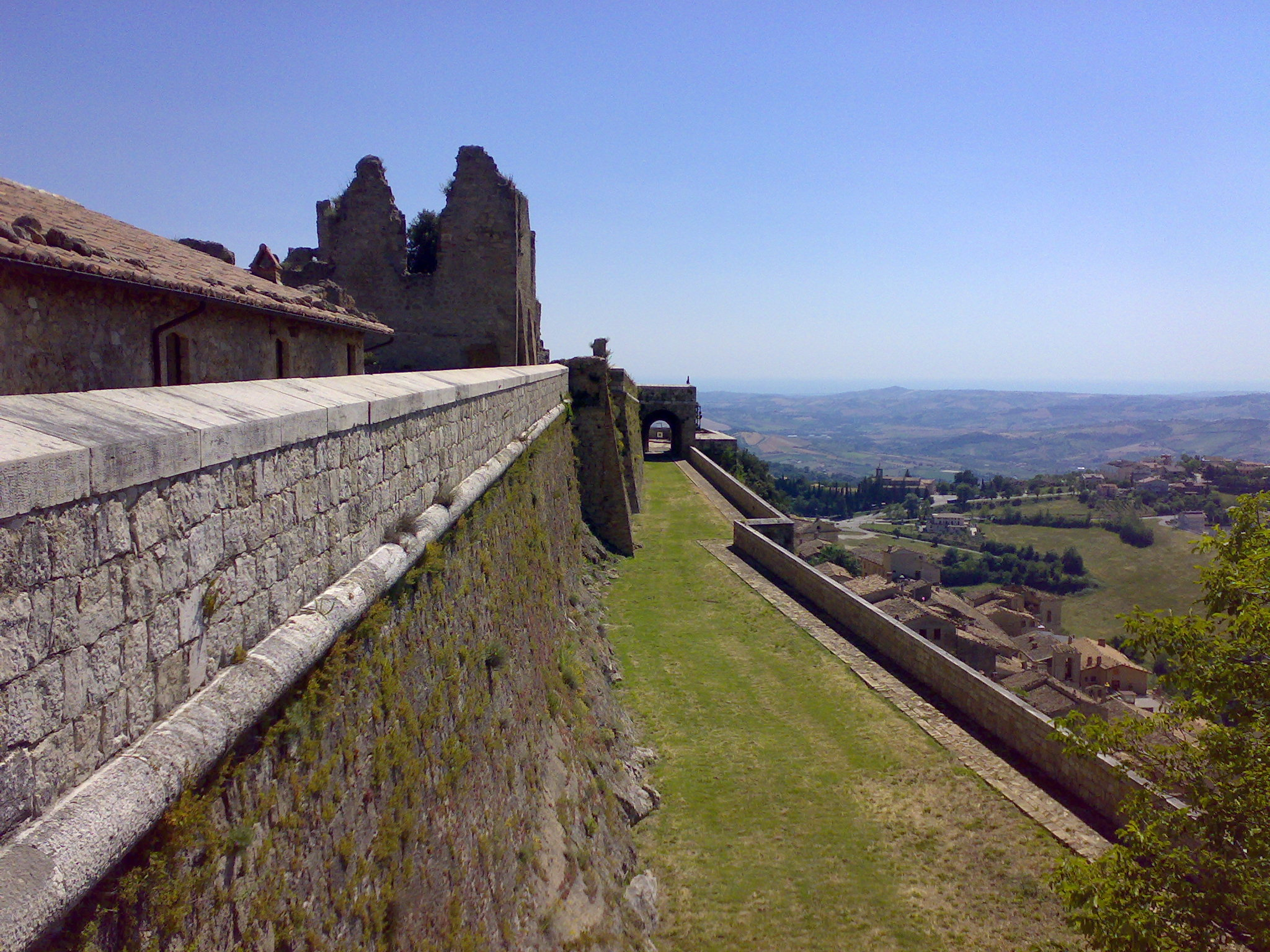
Falsabraga della fortezza di Civitella del Tronto osservata dal camminamento di ronda sud

La falsabraga (o falsabraca, dal francese fausse-braie) è un muro di cinta basso, situato esternamente rispetto alla cinta muraria principale di una città o di un'opera fortificata.
Era utile per aumentare la linea difensiva raddoppiandone il tiro, oltre che per effettuare spostamenti all’esterno della città senza essere visti, grazie al passaggio terrapienato che intercorre parallelamente tra le due mura.